# Sound Blaster X-Fi

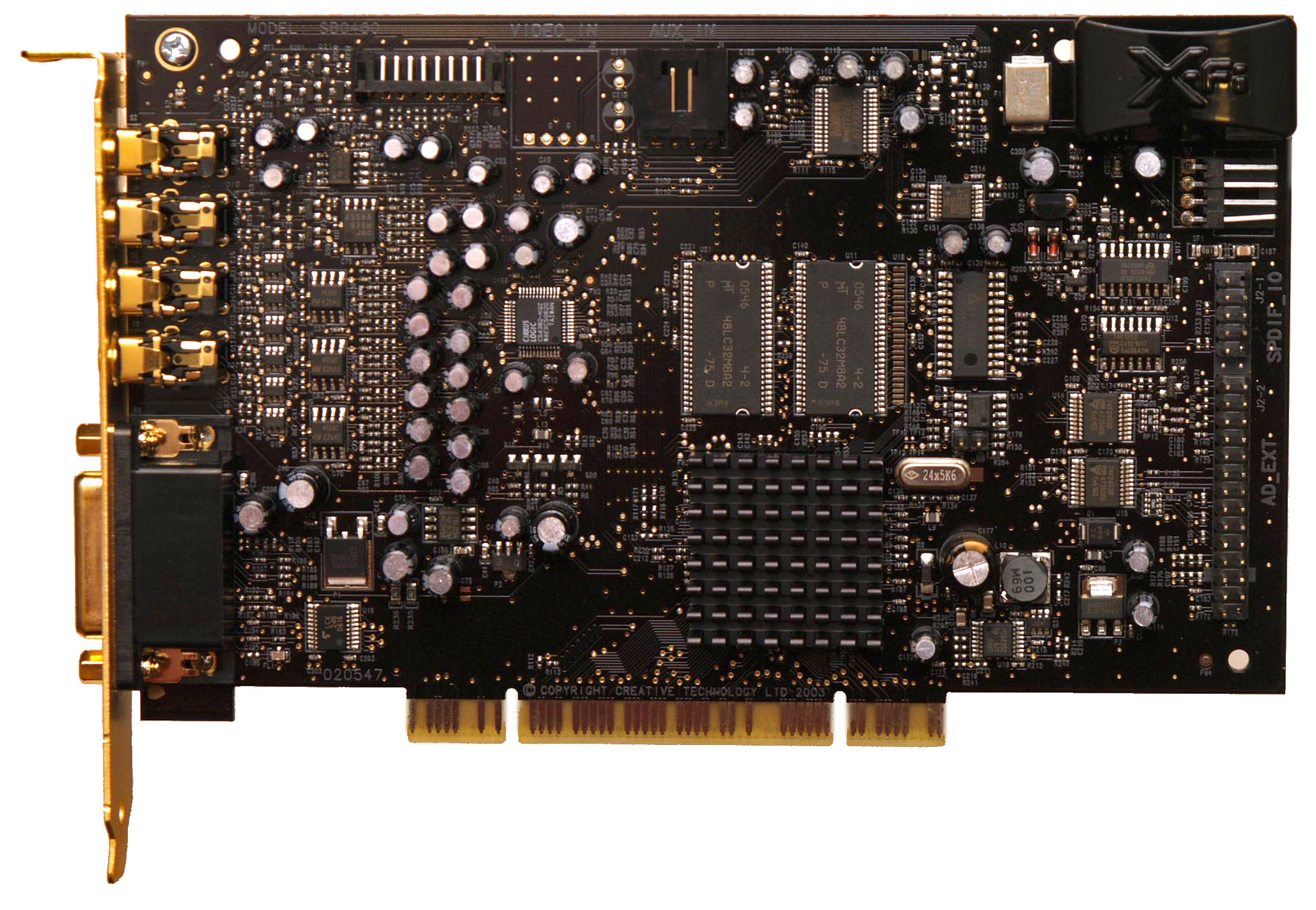
Sonido Blaster X-Fi XtremeGamer Fatal1ty Pro (PCI)

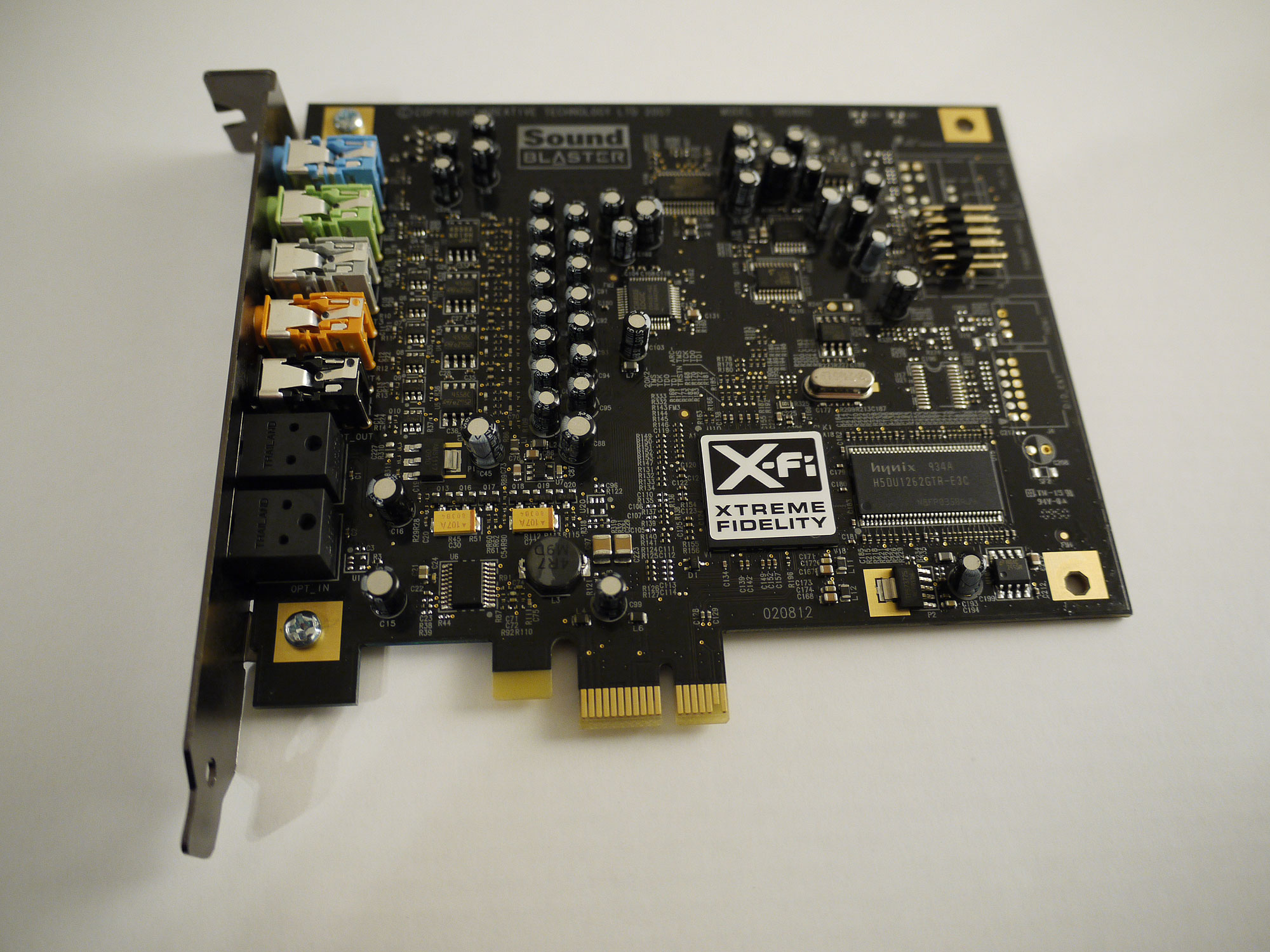
Creative Sound Blaster X-Fi Titanio (PCIe)

Sound Blaster X-Fi es una línea de tarjetas de sonido de la serie Sound Blaster de Creative Technology.

## Historia
La serie se lanzó en agosto de 2005 como una línea de tarjetas de sonido PCI, que sirvió como presentación de su chip de procesamiento de audio X-Fi, con modelos que van desde XtremeMusic (extremo inferior) hasta Platinum, Fatal1ty FPS y Elite Pro (tope de gama).

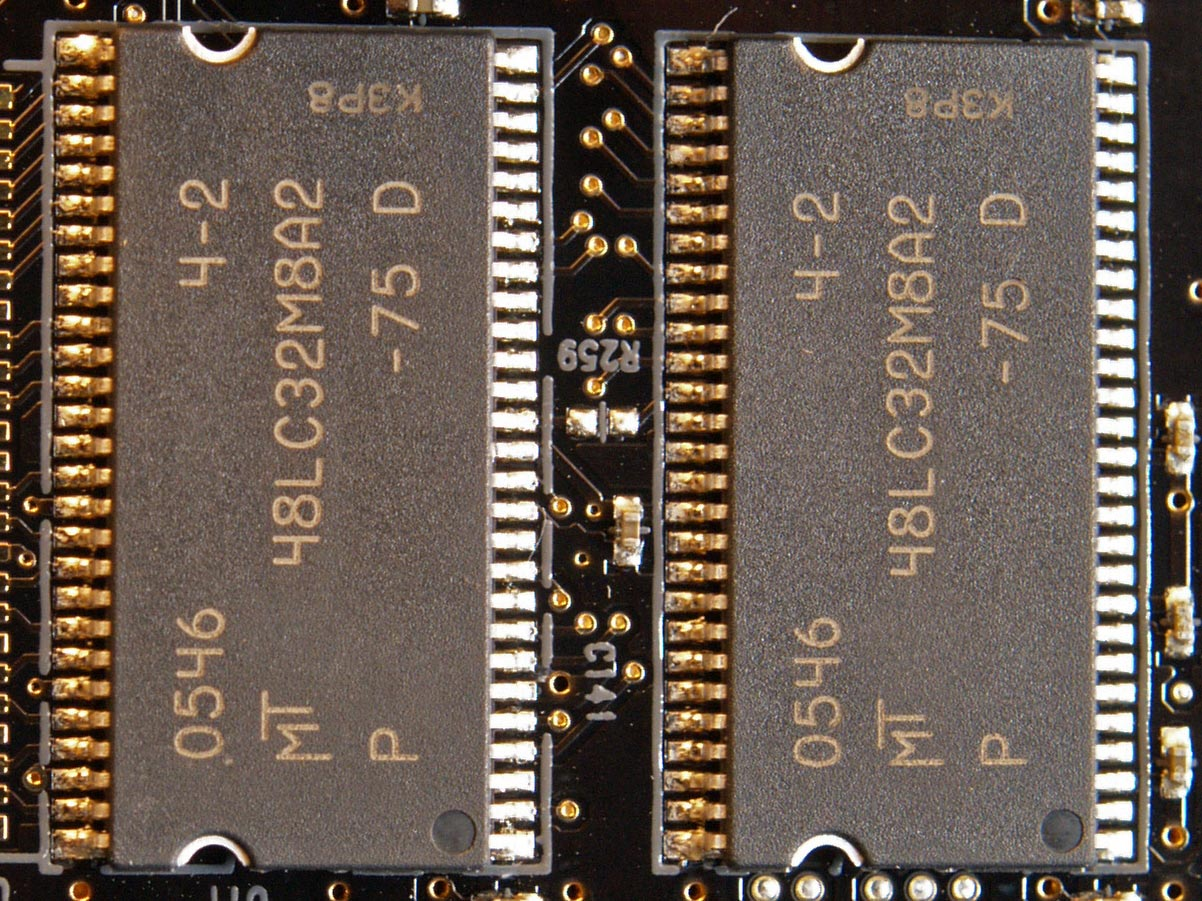
64 MB de memoria dedicada en la tarjeta de sonido Fatal1ty Pro a través de dos chips Micron Technology 48LC32M8A2-75 D (PC133) SDRAM

El modelo Elite Pro de gama alta estaba dirigido a músicos, incluido con la caja de E/S externa X-Fi (que ofrece phono con entradas de preamplificador para tocadiscos, entrada de alta impedancia para guitarras, entrada de micrófono de 1⁄4 pulgadas, salida de auriculares, entrada de línea y E/S MIDI de tamaño completo, así como entradas y salidas digitales ópticas y coaxiales RCA) y control remoto.
Los modelos Platinum y Fatal1ty FPS ofrecen una unidad de control de bahía de unidades en el panel frontal y un control remoto, mientras que el modelo base se suministró sin tales accesorios.
Todos menos el modelo superior reclamaron una relación señal-ruido de 109 dB, mientras que el modelo Elite Pro utiliza un DAC de gama alta, con 116 dB reclamado. Los dos modelos inferiores cuentan con 2 MB de X-RAM integrados, mientras que los modelos superiores ofrecen 64 MB de X-RAM, diseñados para usar en juegos para almacenar muestras de sonido para mejorar el rendimiento de los juegos. Sin embargo, las revisiones de lanzamiento no respaldaron las afirmaciones de Creative de un mayor rendimiento, ya que incluso el modelo equipado con 64 MB de gama alta se quedó ligeramente atrás de las tarjetas Audigy más antiguas.
Octubre de 2006 vio un cambio de marca menor: la edición X-Fi XtremeMusic, que de hecho era una tarjeta de juego de gran capacidad, ya que ofrece decodificación de hardware y soporte EAX, fue reemplazada por el modelo XtremeGamer. El modelo revisado presentaba PCB de ancho medio, conectores no chapados en oro, salida óptica en lugar de la salida digital y el conector del módulo de E/S digital, y carecía del conector para los usuarios que deseaban comprar una caja de E / S X-Fi por separado. Por lo demás, la funcionalidad es la misma.
El segmento de mercado ocupado por XtremeMusic se movió hacia abajo, con la introducción de los productos (más baratos) 'Xtreme Audio' y 'Xtreme Audio Notebook', que, a pesar de la etiqueta "X-Fi", son los únicos productos de la línea X-Fi que no utilizan el EMU20K1 (CA20K1) sino un chip más antiguo similar al Audigy SE y SB Live! (CA0106-WBTLF) y, por lo tanto, carecen de la aceleración de hardware de sonido 3D y efectos de sonido EAX, funciones de creación de juegos y contenido y la extensibilidad de E/S de todos los demás modelos X-Fi.
El otro producto nuevo presentado fue el X-Fi 'XtremeGamer Fatal1ty Pro', idéntico en función al Fatal1ty FPS, pero más asequible gracias a la separación del panel de E/S y el control remoto.
En 2007, Creative Technology presentó las versiones PCI Express x1 y ExpressCard /34 de Sound Blaster X-Fi Xtreme Audio durante Consumer Electronics Show. Creative aún no lanzó versiones PCIe de sus tarjetas X-Fi basadas en EMU, ya que la adaptación del chip CA20K1 para PCIe resultó ser problemática, y la propia empresa informó dificultades de diseño, problemas de latencia y retrasos.

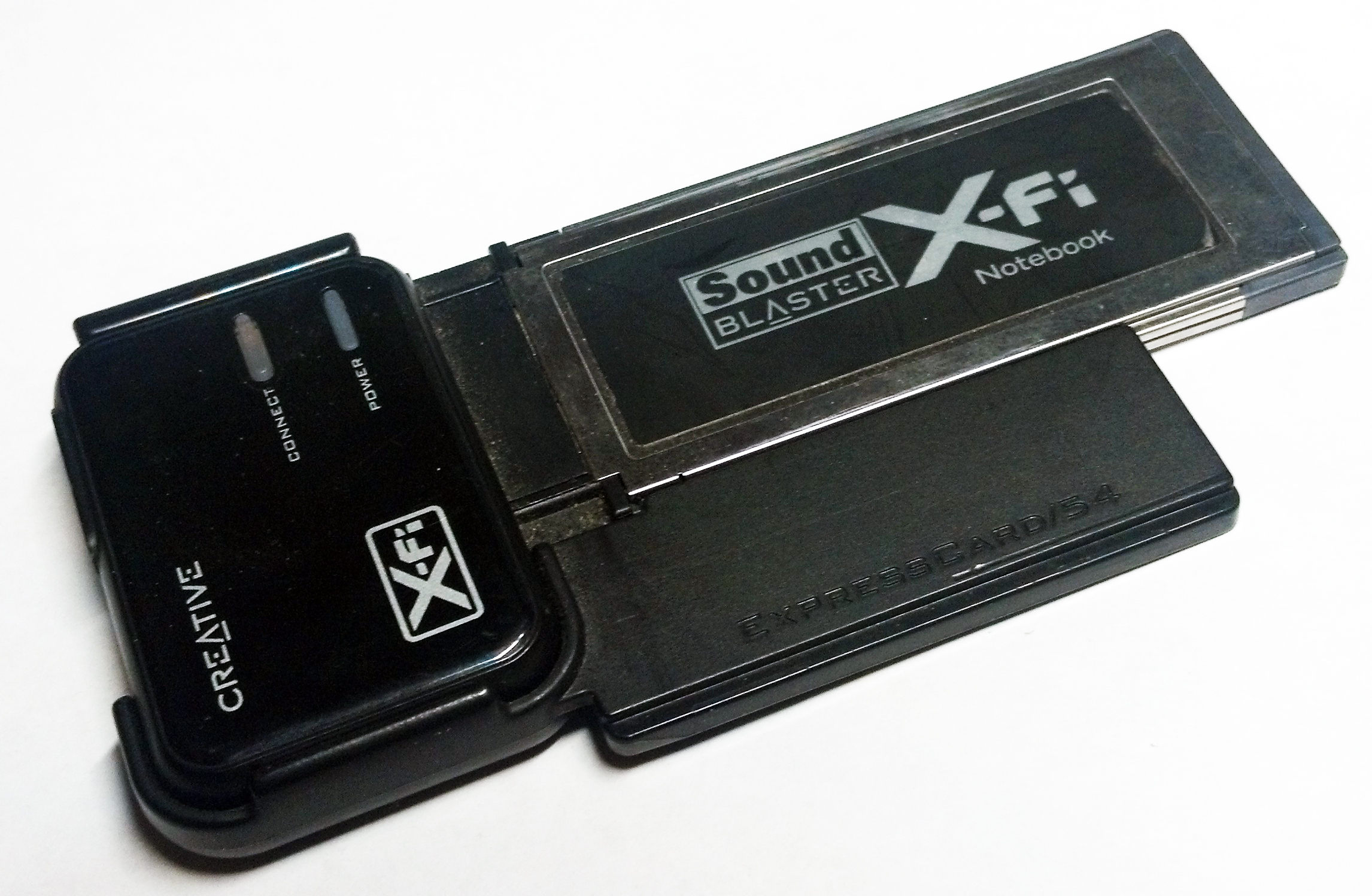
ExpressCard Sound Blaster X-Fi para portátiles (34 mm con un adaptador de plástico extraíble para ranuras de 54 mm).

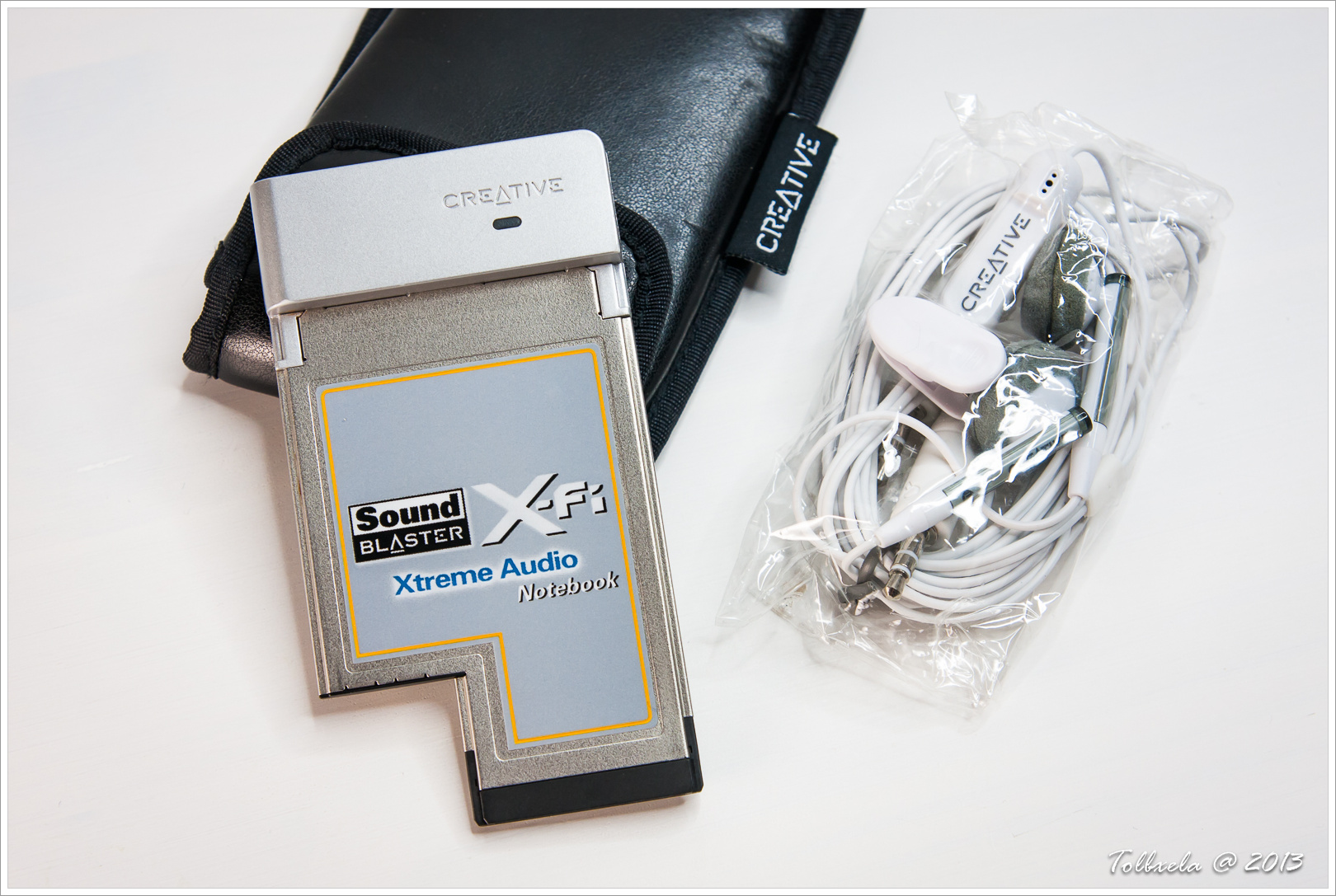
Portátil Sound Blaster X-Fi Xtreme Audio (ExpressCard/54)

En 2008, se anunció la serie X-Fi Titanium, que utilizaba el chip CA20K2 revisado, que presentaba un procesador RISC integrado para protegerse contra las latencias inducidas por PCIe, una interfaz DDR SDRAM en lugar de SDRAM y una arquitectura de audio de alta definición (UAA) integrada. componente. Los productos incluían las tarjetas Fatal1ty con 64 MB de X-RAM y una bahía de unidad de E/S opcional, y la Titanium normal con 16 MB de X-RAM, pero la misma 109 especificación dB SNR como la anterior. A diferencia de las tarjetas PCI, estas tarjetas utilizan la codificación Dolby Digital Live 5.1 basada en software. En 2010, se agregó el Titanium HD a la línea, que presenta un nuevo DAC con 122 dB SNR y salidas de audio RCA, pero deja de ser compatible con Windows XP.

### Productos X-Fi USB
Además de las tarjetas de sonido internas PCI y PCIe, Creative también lanzó una solución externa basada en USB (llamada X-Mod) en noviembre de 2006. X-Mod figura en la misma categoría que el resto de la línea X-Fi, pero es solo un dispositivo estéreo, comercializado para mejorar la reproducción de música desde computadoras portátiles y con especificaciones más bajas que las ofertas internas.
Otros productos externos que usan el nombre X-Fi incluyen Sound Blaster X-Fi HD basado en USB, Sound Blaster X-Fi Surround 5.1 Pro y Sound Blaster X-Fi Go! Pro, sus componentes de hardware interno son diferentes para varios usos y necesidades para estándares de juegos, sonido envolvente o audiófilos.

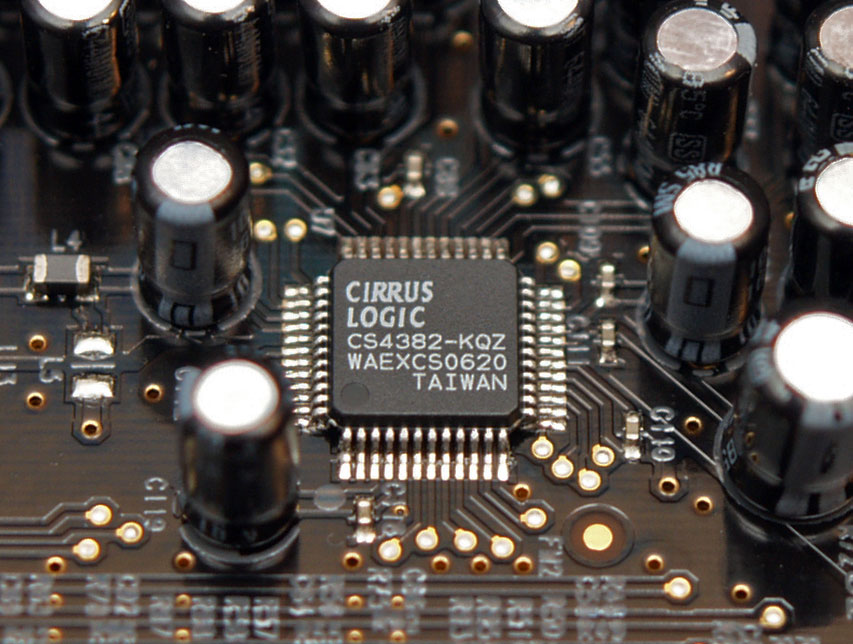
Convertidor de digital a analógico de 8 canales Cirrus Logic CS4382 colocado en Sound Blaster X-Fi Fatal1ty

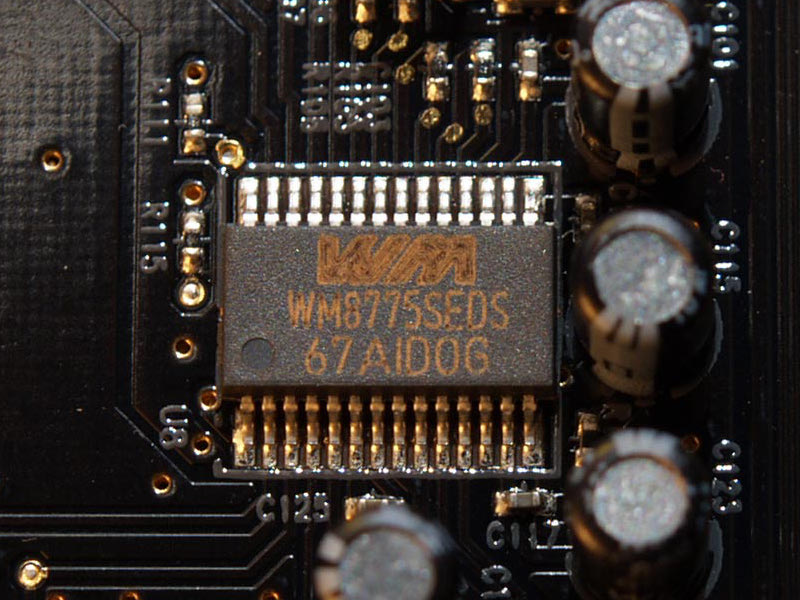
Convertidor de analógico a digital multiplexado estéreo de 4 canales Wolfson Microelectronics WM8775SEDS colocado en X-Fi Fatal1ty Pro

El procesador de audio de X-Fi era el más potente en el momento de su lanzamiento y ofrecía un motor de conversión de frecuencia de muestreo (SRC) extremadamente robusto, además de opciones mejoradas de enrutamiento de canales de sonido internos y mayores capacidades de mejora de audio 3D. Una parte significativa de la unidad de procesamiento de audio se dedicó a este motor de remuestreo. El motor SRC era mucho más capaz que las ofertas anteriores de tarjetas de sonido de Creative, una limitación que había sido una gran espina en el costado de Creative. La mayoría del audio digital se muestrea a 44.1 kHz, un estándar sin duda relacionado con CD-DA, mientras que las tarjetas de sonido a menudo se diseñaron para procesar audio a 48 kHz. Por lo tanto, el audio de 44,1 kHz se debe volver a muestrear a 48 kHz (los DSP de las tarjetas anteriores de Creative funcionaban a 48 kHz) para que el DSP de audio pueda procesarlo y afectarlo. Una mala implementación de remuestreo introduce artefactos en el audio que se pueden escuchar y medir como una mayor distorsión de intermodulación, dentro de frecuencias más altas (generalmente 16 kHz y más). El motor de remuestreo de X-Fi produce un resultado de calidad casi sin pérdidas, que supera con creces cualquier DSP de tarjeta de audio conocido disponible en el momento del lanzamiento. Esta funcionalidad se utiliza no solo para la reproducción de audio simple, sino también para varias otras funciones de la tarjeta, como "Crystalizer", una tecnología que afirma mejorar la claridad de la música digital a través del análisis digital (compatible con todos los modelos X-Fi, incluidos Xtreme Audio y X-Mod).
Sound Blaster X-Fi presenta las siguientes características, que generalmente se implementan con la ayuda del X-Fi DSP o en software, en el modelo Xtreme Audio.
Desde su lanzamiento, X-Fi ha causado varios problemas no resueltos con fallas de sonido en varias placas base.

### Crystalizer
Creative Labs afirma que la función principal del Crystalizer es "restaurar partes del sonido que se perdieron durante la compresión". La "compresión" a la que se refiere aquí no es la reducción del tamaño del archivo digital lograda por las tecnologías de compresión de datos de audio digital como, por ejemplo, mp3. Más bien, la idea es revertir los efectos de la compresión de rango dinámico, una técnica analógica que se usó y se usa durante la producción de la mayoría de los CD de audio de la década de 1990 y posteriores (con la excepción de algunas grabaciones de música clásica) para que suenen más fuerte al mismo tiempo. configuración del nivel de volumen, ya que se descubrió que los CD subjetivamente más altos obtienen más reproducción y se venden mejor. Para lograr este volumen sin introducir una fuerte distorsión, se comprimen los puntos de la señal donde el volumen alcanza un máximo (lo que significa en este caso: volumen reducido), luego toda la señal se multiplica por un factor para que el volumen máximo se alcance nuevamente. Después de esto, la música en su conjunto es más fuerte que antes, pero los puntos de volumen máximo (en su mayoría transitorios) no son tan pronunciados como antes. Dado que todo este proceso se realiza antes de que se grabe el CD de audio final, su efecto está igualmente presente en los archivos de audio sin comprimir creados a partir de dicho CD, en el audio comprimido sin pérdida creado a partir del CD, así como en el audio comprimido con pérdida de ese mismo CD. Los transitorios se encuentran típicamente en sonidos de percusión, en consonantes oclusivas de grabaciones de voz y durante los primeros milisegundos (la llamada fase de ataque) de sonidos de instrumentos no percusivos. Todos estos tienden a ser algo amortiguados por la compresión del rango dinámico.
Para deshacer este efecto, el Crystalizer utiliza un compander multibanda (compresor/expansor) con compresión/expansión ajustada dinámicamente. Su función principal es detectar transitorios y aumentar su nivel de volumen relativo. Como consecuencia de habilitar el Crystalizer, la señal se altera, y si el resultado mejora el audio de entrada es puramente una cuestión de percepción y puede depender del tipo de audio que se está reproduciendo.

### CMSS-3D
"CMSS-3D recrea un sonido envolvente realista desde cualquier fuente de audio y lo coloca justo en el centro de la acción, ya sea que esté utilizando altavoces multicanal o auriculares". CMSS-3D es una función DSP que proporciona una mejora de audio. Requiere controladores propietarios de Creative y no es compatible con el sistema operativo Linux. Dependiendo del equipo utilizado, CMSS-3D tiene 3 variantes:
- Auriculares CMSS-3D: cuando el Panel de control creativo está configurado en Auriculares, esta configuración crea audio posicional 3D virtual a través de señales binaurales sintetizadas (consulte Localización de sonido y Función de transferencia relacionada con la cabeza). Si la aplicación que genera el audio utiliza una API de audio 3D acelerada por hardware (es decir, DirectSound3D u OpenAL), la entrada para los algoritmos de síntesis binaural consta de hasta 128 fuentes de sonido ubicadas arbitrariamente en el espacio 3D, esta es la utilización más precisa de CMSS-3D. Si, en cambio, la aplicación genera sonido multicanal directamente (por ejemplo, una aplicación de reproductor multimedia o un juego con procesamiento de audio basado en software), la entrada para los algoritmos de síntesis binaural consiste en las 4 a 7 fuentes de sonido posicionales asociadas con la configuración de altavoces seleccionada de la aplicación. Dichas aplicaciones pueden usar la configuración de los parlantes definida por Windows, en cuyo caso es posible establecer la configuración de los parlantes de Windows en una configuración multicanal, por ejemplo, 5.1, para que la aplicación emita audio multicanal.
- CMSS-3D Virtual (Stereo Xpand): cuando el Panel de control creativo está configurado en 2/2.1 o 4/4.1 altavoces, esta configuración crea un audio posicional 3D virtual similar a CMSS-3DHeadphone. La diferencia es que esto incluye técnicas como la cancelación de diafonía porque el sonido de todos los altavoces llega a AMBOS oídos, lo que hace que las señales binaurales sean más complicadas de sintetizar. Además, el oyente debe estar ubicado en el "punto óptimo" entre todos los altavoces para que el efecto funcione correctamente. Tenga en cuenta que esto no está disponible (incluidos MacroFX y ElevationFilter) cuando se utilizan altavoces 5.1 o más. En estos casos, las fuentes de audio 3D se asignan a los altavoces manipulando los niveles de volumen relativos para las diferentes posiciones de los altavoces. El audio 3D acelerado por hardware todavía se maneja como audio posicional, pero se traduce utilizando algoritmos binaurales más complejos. Tenga en cuenta que las versiones más recientes del controlador fuerzan la sincronización entre la configuración de los altavoces de Windows y el panel de control de X-Fi cuando antes era opcional, por lo que, a diferencia de los auriculares CMSS-3D, algunas aplicaciones multicanal no utilizarán la tecnología.
- CMSS-3D Surround: cuando el panel de control creativo está configurado en 4/4.1, 5.1, 6.1 o 7.1 altavoces, esta configuración mezclará fuentes estéreo en varios canales. Tenga en cuenta que tanto CMSS-3DSurround como CMSS-3DVirtual se pueden habilitar cuando se utilizan altavoces 4/4.1. Como se indicó anteriormente, el audio 3D acelerado por hardware se traducirá a la cantidad de canales especificados.

### MacroFX
Habilitar esta configuración aplicará algoritmos de filtrado especiales para mejorar la localización de las fuentes de sonido ubicadas muy cerca del oyente.

### ElevationFilter
Al habilitar esta configuración, se aplicarán algoritmos de filtrado especiales para mejorar la localización de las fuentes de sonido ubicadas por encima o por debajo del oyente.

### EAX effects
Environmental Audio Extensions está diseñado para que los desarrolladores de juegos lo habiliten dentro de un juego para mejorar la "realidad simulada" que experimenta el usuario; por ejemplo, el sonido de las espadas del mundo del juego sonará de manera diferente dependiendo de si el protagonista se encuentra actualmente en una bóveda del templo del mundo del juego o en un campo abierto del mundo del juego. También hay 8 efectos EAX incorporados que el usuario puede habilitar.

### SVM
Esta es la Gestión Inteligente de Volumen (SVM - Smart Volume Management). Es un compresor que iguala el rango dinámico de cualquier fuente dada para que los sonidos más bajos sean más fuertes y los sonidos fuertes sean silenciosos. Se utiliza mejor en circunstancias en las que la perturbación del ruido puede ser un problema, por ejemplo, a altas horas de la noche. De lo contrario, generalmente es preferible tenerlo deshabilitado, ya que hace que el sonido sea menos dinámico, por ejemplo, disminuye el impacto de las partes fuertes en las películas y también hace que la música suene menos animada.

### Graphic Equalizer
Esta función divide la música en diez bandas de frecuencia, que se pueden ajustar mediante los controles deslizantes.

### Mixer
Hay múltiples ajustes de volumen para diferentes entradas y salidas en el sistema. El volumen maestro afecta a todos estos ajustes. El valor predeterminado y recomendado es 50 % para todas las fuentes, lo que en realidad equivale a 0 amplificación de dB (ninguna), mientras que un valor del 100% provoca una amplificación de 16 dB.

### Soporte MIDI
Al igual que con muchas de las tarjetas de sonido anteriores de Creative, X-Fi es compatible con SoundFonts. Además, el modo de creación de audio de la tarjeta permite el uso de EAX en la reproducción MIDI mediante el uso de controladores.

### Salida de flujo de bits Dolby Digital
Esta configuración controla el codificador de sonido DD.

### DTS (Digital Theater Systems - Sistemas de cine digital) bitstream out
Esta configuración es la misma que Dolby Digital Bitstream Out, solo que con sonido DTS.

## Soporte del sistema operativo
Aunque Creative tardó en adoptar los controladores de 64 bits para la línea X-Fi, la mayoría de los sistemas operativos basados en la arquitectura x86-64 ahora son compatibles. Microsoft Windows 7 incluye compatibilidad con controladores básicos para muchas de las tarjetas de la serie X-Fi. Sin embargo, muchas de las funciones de X-Fi requieren las aplicaciones de software proporcionadas por Creative para utilizar todas las capacidades del hardware.

### Soporte Linux
El 24 de septiembre de 2007, Creative Labs lanzó un controlador beta no compatible de código cerrado que brinda compatibilidad con el sistema operativo Linux de 64 bits para las siguientes tarjetas de sonido de la serie Sound Blaster X-Fi:
- Creative Sound Blaster X-Fi Elite Pro
- Creative Sound Blaster X-Fi Platinum
- Creative Sound Blaster X-Fi Fatal1ty
- Creative Sound Blaster X-Fi XtremeGamer
- Creative Sound Blaster X-Fi XtremeMusic

Un controlador de código abierto está disponible con OSS v4 compilación 1013 y superior. Creative proporcionó hojas de datos para permitir el desarrollo del controlador ALSA.
El 6 de noviembre de 2008, Creative finalmente lanzó su controlador bajo una licencia GPL. Admite arquitecturas x86 y x86-64 y se incluye en su área de soporte.
El 15 de mayo de 2009, después de algunas comunicaciones con Creative, el desarrollador de SUSE, Takashi Iwai, finalmente obtuvo una versión fusionable de su controlador X-Fi. El 31 de agosto de 2009, el controlador (snd-ctxfi) se incluyó en el lanzamiento de ALSA 1.0.21. La compatibilidad con Creative Sound Blaster X-Fi Titanium HD se agregó el 25 de enero de 2012 en la versión ALSA v1.0.25. Este controlador no es compatible con el panel frontal de E/S y su IR porque faltaba esa parte de la documentación.
Xtreme Audio, que tiene un conjunto de chips diferente, permaneció sin soporte durante más tiempo. Actualmente es compatible con los módulos avanzados del controlador ALSA de Linux, pero puede requerir la instalación de paquetes adicionales de repositorios alternativos.
X-Fi MB como solución de software puro tiene Windows como requisito del sistema y, por lo tanto, no proporciona soporte para Linux.

## Alineación de X-Fi

### Productos de la familia X-Fi
| Tarjeta                                 | Lanzamiento        | SNR    | Interfaz | Chip principal | RAM   | I/O Console | I/O Drive Box | Control remoto | Notas |
| --------------------------------------- | ------------------ | ------ | -------- | -------------- | ----- | ----------- | ------------- | -------------- | --- |
| Elite Pro                               | Agosto de 2005     | 116 dB | PCI      | EMU20K1        | 64 MB | incluido    | –             | incluido       | Solo tarjeta X-Fi para usar un CPLD Xilinx XC9536XL y relés mecánicos para el enrutamiento. Software adicional incluido. |
| Fatal1ty                                | Agosto de 2005     | 109 dB | PCI      | EMU20K1        | 64 MB | opcional    | incluido      | incluido       | También conocido como "Fatal1ty FPS" y "Fatal1ty Edition". |
| Platinum                                | Agosto de 2005     | 109 dB | PCI      | EMU20K1        | 2 MB  | opcional    | incluido      | incluido       | |
| Platinum Fatal1ty Champion              | Agosto de 2005     | 109 dB | PCI      | EMU20K1        | 64 MB | opcional    | incluido      | incluido       | Tarjeta "Fatal1ty" renombrada. |
| XtremeMusic                             | Agosto de 2005     | 109 dB | PCI      | EMU20K1        | 2 MB  | opcional    | opcional      | opcional       | |
| Digital Audio                           | Septiembre de 2005 | 109 dB | PCI      | EMU20K1        | 2 MB  | opcional    | opcional      | opcional       | Variante de XtremeMusic solo para Japón con extensión de conector adicional. |
| Xtreme Audio                            | Octubre de 2006    | 104 dB | PCI      | CA0106         | -     | –           | -             | opcional       | Tarjeta de bajo perfil. No usa el chipset EMU20K1 usado en el resto de la serie sino uno antiguo usado en Audigy SE, Audigy Value y SB Live! 24 bits También cuenta con Crystallizer y CMSS-3D. |
| Xtreme Audio PCI Express                | Octubre de 2006    | 108 dB | PCIe     | CA0110         | –     | -           | –             | opcional       | Igual que Xtreme Audio, pero en formato PCIe con un conjunto de chips CA0110 y SNR ligeramente mayor. |
| XtremeGamer                             | Octubre de 2006    | 109 dB | PCI      | EMU20K1        | 2 MB  | –           | -             | opcional       | Tarjeta de bajo perfil. Reemplazo de XtremeMusic. |
| XtremeGamer Fatal1ty Pro                | Octubre de 2006    | 109 dB | PCI 2.1  | EMU20K1        | 64 MB | opcional    | opcional      | opcional       | Esencialmente, la tarjeta Fatal1ty/Fatal1ty Edition/Fatal1ty FPS/Platinum Fatal1ty Champion original sin la unidad de E/S y el control remoto. |
| XtremeGamer OEM                         | 2006-2007          |        | PCI      | EMU20K1        | 2 MB  | –           | -             | –              | Variante solo OEM (Dell, Alienware, HP) con conectores de colores, entrada/salida TOSLINK y chip complementario CA0112 "Golden Gate" compatible con UAA agregado. |
| Titanium Fatal1ty Champion              | Junio de 2008      | 109 dB | PCIe     | EMU20K2        | 64 MB | –           | incluido      | opcional       | Se agregó soporte UAA y entrada/salida TOSLINK. |
| Titanium Fatal1ty Professional          | Junio de 2008      | 109 dB | PCIe     | EMU20K2        | 64 MB | –           | opcional      | opcional       | Esencialmente, una tarjeta Titanium Fatal1ty Champion sin la caja de la unidad de E/S. |
| Titanium Professional Audio PCI Express | Junio de 2008      | 109 dB | PCIe     | EMU20K2        | 16 MB | –           | -             | opcional       | Variante solo para Asia de X-Fi Titanium con cable minijack a 2RCA y blindaje EMI |
| Titanium                                | Septiembre de 2008 | 109 dB | PCIe     | CA20K2         | 16 MB | –           | -             | opcional       | Primera tarjeta X-Fi para la que Creative puso a disposición una implementación basada en software de Dolby Digital Live para permitir la codificación en tiempo real a DD 5.1 y la posterior salida a través del puerto de salida óptica. DDL también está disponible para todos los demás modelos de titanio. |
| Titanium HD                             | Marzo de 2010      | 122 dB | PCIe     | CA20K2         | 64 MB |             | opcional      | opcional       | Solo tarjeta Titanium sin soporte para Windows XP. Primera tarjeta con tecnología de audio para PC THX TruStudio. Salida de corriente de alta calidad Burr-Brown Advanced Segment PCM1794A DAC. Primera tarjeta de sonido Creative PCI/PCI-E interna basada en estéreo con salida RCA chapada en oro desde la ISA AWE64 Gold. Creative afirma que es la más alta calidad de una tarjeta de sonido Creative. Solo disponible en ciertos mercados. |
| X-Fi Audio Module                       |                    | –      | GPIO     |                |       |             |               |                | Módulo para uso integrado |
| CA20K2 Mini Module                      |                    | –      | PCIe     |                |       |             |               |                | Módulo de sintetizador MIDI |

- SNR es 109 dB para salidas analógicas multicanal y 115 dB para salidas analógicas estéreo.
- Todas las tarjetas PCI Fatal1ty tienen el letrero "Fatal1ty" con dos led rojos. Las tarjetas PCIe Fatal1ty no tienen el logotipo de Fatal1ty iluminado y solo cuentan con el logotipo de X-Fi iluminado por dos LED blancos (sin embargo, tiene la marca Fatal1ty en el disipador térmico de la tarjeta). La tarjeta Elite Pro tiene el letrero "X-Fi" con dos led azules.
- La consola de E/S es una caja externa con conectores de audio de E/S analógicos y digitales y perillas de control de volumen. Siempre se incluye con el mando a distancia.
- La caja de unidad de E/S es un 5 interno1⁄4Unidad  con conectores de audio de E/S analógicos y digitales y perillas de control de volumen. También incluido con el control remoto.
- Las tarjetas compatibles con UAA (CA0112, integradas en CA20K2 para tarjetas Titanium) pueden realizar funciones básicas con solo el controlador de Windows suministrado.
- Todas las tarjetas creativas tienen 3x 1/8 conectores de pulgadas para salida de auriculares/altavoces analógicos (2 de ellos son conectores de 4 segmentos para un total de salida de sonido 7.1), algunas tarjetas de socios como AUDIOTRAK Prodigy 7.1e y Auzentech BRAVURA y Forte tienen salida de auriculares separada.
- Todas las tarjetas Creative, excepto XtremeGamer, tienen 1 conector compartido de 1/8 de pulgada para: entrada de línea/micrófono/salida digital/módulo de E/S digital. El módulo de E/S digital opcional es una caja externa para manejar E/S digital: 1 entrada coaxial, 1 salida coaxial, 1 entrada óptica, 1 salida óptica. La tarjeta XtremeGamer tiene 1 conector compartido de 1/8 de pulgada para: Entrada de línea / Micrófono / Salida óptica (miniconector TOSLINK). No es compatible con el módulo de E/S digital. Algunas tarjetas de socios, como Auzentech Prelude y Forte, tienen conectores separados de 'Entrada de línea/micrófono' y 'E/S digital'.
- Para las tarjetas PCIe X-Fi, la compatibilidad con el control remoto requiere un receptor USB y se vende por separado.
- El Titanium HD carece de salidas de sonido envolvente analógicas.[31]

### X-Fi Xtreme Audio
El modelo de nivel de entrada de la serie X-Fi, Sound Blaster X-Fi Xtreme Audio, en realidad no tiene el chip EMU20K1, pero es un Audigy SE renombrado, que usa la misma familia de chips (CA0106-WBTLF), e incluso los mismos conductores. Por lo tanto, no solo todo el procesamiento relacionado con X-Fi se realiza en el software, sino que también carece de aceleración de hardware básica al igual que SB Live. 24 bits, el Audigy SE y otros modelos económicos de Soundblaster. El X-Fi Xtreme Audio no usa los mismos controladores que el resto de la familia X-Fi (y carece de ASIO), algunos juegos no lo reconocen como "hardware compatible con X-Fi", y el perfil de hardware del dispositivo se parece a eso. de mayores Live! y tarjetas Audigy. [Esto está mal. Tenía ambas tarjetas, la Audigy SE y la X-Fi Extreme Audio, no son lo mismo. El Extreme Audio tiene un chip Cirrus Logic conocido del Audigy 4, tiene más capasitors y suena bien, donde el Audigy SE y el SB24 están totalmente desfasados en sonido y diseño. ¡El chip Cirrus Logic hace el sonido! Las tarjetas suenan como Audigy 4 y no como Audigy SE. Los controladores SE funcionan, pero no hacen el sonido, esto lo hace el convertidor lógico cirrus. Los cálculos los hace el CA106 y el software, lo que hoy en día con Dual Cores y más no importa. Importante es el DAC y son lo mismo con los otros X-Fi y el Audigy 4. Entonces, el X-Fi es en realidad un Audigy 4 reacondicionado.]

### X-Fi MB
X-Fi MB es una solución de software que habilita funciones básicas de X-Fi en computadoras con audio integrado en un dispositivo X-Fi. Requiere cierto grado de soporte del controlador por parte del fabricante del hardware de audio. X-Fi MB se incluye comúnmente con placas base y sistemas informáticos, y es comparable a un X-Fi XtremeAudio. Incluido con algunas placas base Asus y ASRock, el X-Fi MB se vende como X-Fi Supreme FX y en realidad es un códec de audio HD integrado estándar de Analog Devices emparejado con X-Fi MB. Las funciones de X-Fi se implementan por completo en el software. Otros proveedores de hardware venden la solución X-Fi MB simplemente como Sound Blaster X-Fi Integrated Sound. X-Fi MB está disponible en diferentes versiones, por ejemplo X-Fi MB, X-Fi MB2, X-Fi MB3 y X-Fi MB5. La versión actual disponible en computadoras portátiles y de escritorio seleccionadas es X-Fi MB5.
Creative Labs vendió una versión no OEM de X-Fi MB3, pero ya no está en el mercado. X-Fi MB3 proporcionó una versión de software efectiva de una tarjeta X-Fi completa y también se proporcionó una versión de Alchemy que funciona con tarjetas de sonido que no son creativas para restaurar los efectos EAX heredados.